# Delgerekh
Delgerekh (tiếng Mông Cổ: Дэлгэрэх) là một sum của tỉnh Dornogovi ở miền đông Mông Cổ. Vào năm 2009, dân số của sum là 1.781 người.

## Địa lý
Sum có diện tích khoảng 4.858,10 km2. Trung tâm sum, Khongor, nằm cách tỉnh lỵ Sainshand 137 km và thủ đô Ulaanbaatar 480 km.

### Khí hậu
Delgerekh có khí hậu bán khô hạn. Nhiệt độ trung bình hàng năm trong khu vực là 6 °C. Tháng ấm nhất là tháng 7, khi nhiệt độ trung bình là 28 °C và lạnh nhất là tháng 12, với −18 °C. Lượng mưa trung bình hàng năm là 262 mm. Tháng ẩm ướt nhất là tháng 7, với lượng mưa trung bình là 72 mm, và khô nhất là tháng 1, với 2 mm.

## Kinh tế
Sum có một trường học, bệnh viện và trung tâm thương mại.